# Stanisław Gostkowski (poeta)

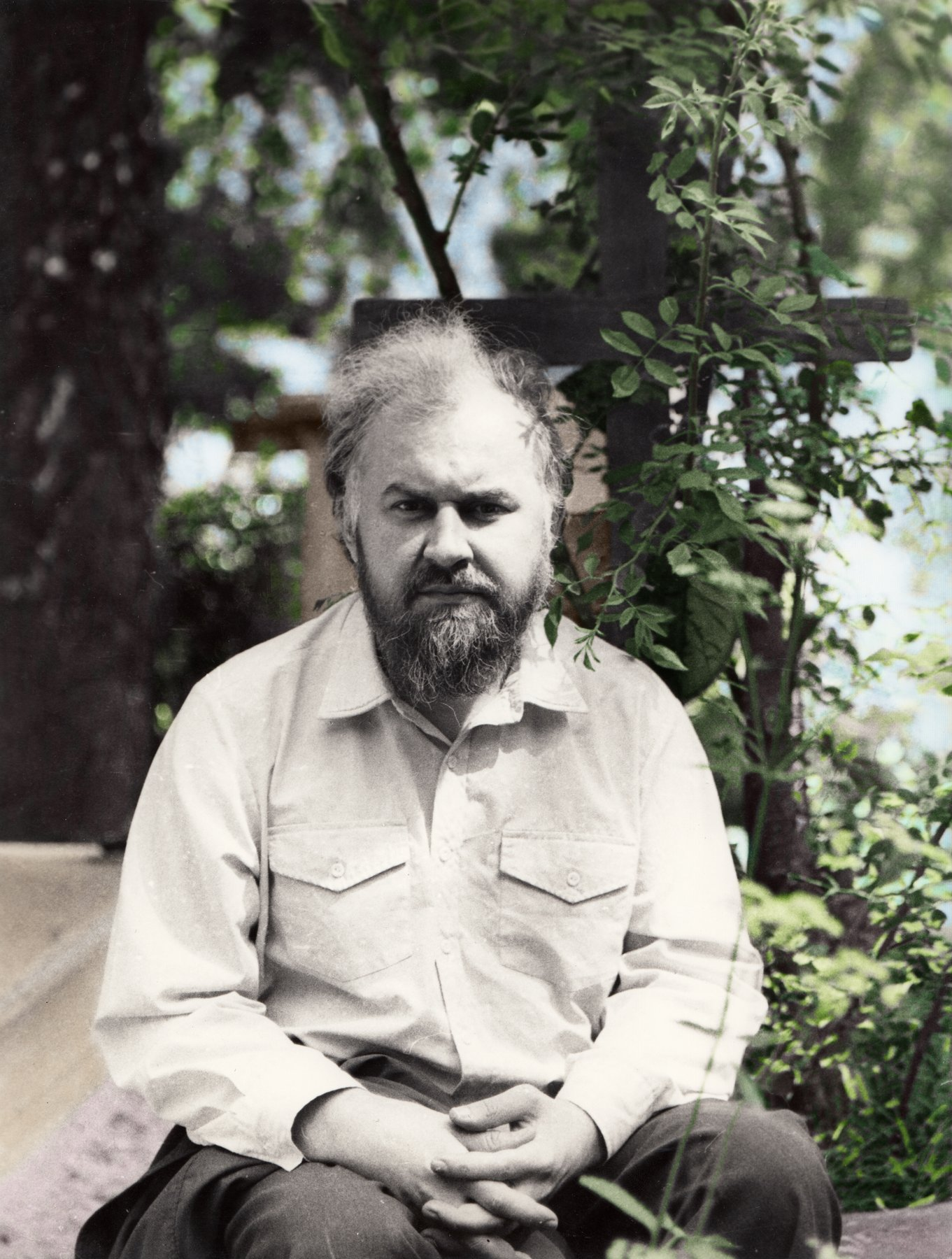
Stanisław Gostkowski (fot. Bogusław Wawrzonek)

Stanisław Gostkowski (ur. 1 sierpnia 1948 w Kościerzynie, zm. 28 października 2000 w Warszawie) – polski poeta.

## Biografia
Poezja twórcy związanego z Kościerzyną oraz Gdańskiem, nawiązując do utworów nowofalowych oraz tzw. poezji lingwistycznej, może być obecnie uznawana za prekursorską dla tzw. Nowej Prywatności, choć Gostkowski pozostaje poetą osobnym.
Stanisław Gostkowski urodził się w Kościerzynie, w domu przy ul. Długiej 17 (wówczas ul. Bieruta; budynek został wyburzony w 2018) jako przedostatnie dziecko Jana oraz Walerii z domu Kropidłowskiej. Poeta miał sześcioro rodzeństwa.
Ojciec Stanisława Gostkowskiego jeszcze przed wojną był w Kościerzynie lokalnym społecznikiem oraz działaczem Stronnictwa Ludowego. W czasie wojny uwięziony w Stutthofie, skąd wydostał się w nieustalonych okolicznościach. Do końca wojny ukrywał się przed władzami okupacyjnymi w skrytce we własnym domu.
W 1962 Gostkowski ukończył Szkołę Podstawową nr 1 im. Tadeusza Kościuszki w Kościerzynie, zaś w 1966 został absolwentem tamtejszego Liceum Ogólnokształcącego im. Józefa Wybickiego. Wkrótce potem rozpoczął poeta studia polonistyczne w Wyższej Szkole Pedagogicznej w Gdańsku i wstąpił do Zrzeszenia Studentów Polskich. W 1967 został zwolniony z odbywania służby wojskowej.
W 1970 r. zwiedził Moskwę, Kijów oraz  Krym, przebywając w ZSRR na wycieczce studenckiej. W 1971 ukończył z wynikiem dobrym studia magisterskie – Uniwersytet Gdański, filologia polska. Pracę magisterską pt. Poetycka i prozatorska twórczość Edmunda Puzdrowskiego, obronioną na ocenę bardzo dobrą, napisał pod kierunkiem prof. Andrzeja Bukowskiego.
7 sierpnia 1971 w Kościerzynie poślubił Annę Fajnd (nazwisko jej rodziców brzmiało Fajndt), absolwentkę filologii polskiej UG, w okresie przed podjęciem studiów mieszkającą w Radomiu (ślub kościelny nastąpił 28 sierpnia 1971).
Od 1971 roku był Gostkowski zatrudniony jako kierownik czytelni w bibliotece miejskiej w Kościerzynie. Równolegle był też m.in. wychowawcą w internacie Zespołu Szkół Budowlanych w swoim rodzinnym mieście, także opiekunem młodzieżowych kół literackich przy miejscowym domu kultury.
Od roku 1978 poeta wraz z żoną i synami mieszkał w Gdańsku. Pracował wówczas jako kustosz w Wojewódzkiej i Miejskiej Bibliotece Publicznej im. J. Conrada. Równolegle był przez jakiś czas m.in. wychowawcą w internacie Technikum Łączności w Gdańsku. W czerwcu 1979 poeta otworzył przewód doktorski (studia doktoranckie rozpoczął tuż po zakończeniu studiów). Temat pracy: Twórczość poetów Wybrzeża Gdańskiego po 1945 r. Promotor: prof. dr Andrzej Bukowski. (Dysertacja ta nigdy nie została ukończona, choć jej obszerne fragmenty były publikowane m.in. w prasie) W tym samym roku Gostkowski ukończył z wynikiem bardzo dobrym dwuletnie Zaoczne Podyplomowe Studium Krytyki Artystycznej i Literackiej w zakresie marksistowskiej krytyki artystycznej w Wyższej Szkole Nauk Społecznych przy KC PZPR. Temat pracy, ocenionej na stopień dobry, był następujący: Elementy awangardyzmu i historyzmu w twórczości poetyckiej B. Faca. 27 września 1979 wstąpił do Związku Literatów Polskich.
Od 1985 przebywał na rencie. Podejmował się wówczas różnych zajęć, był m.in. kustoszem w Klubie Pisarza w siedzibie gdańskiego ZLP przy ul. Mariackiej, wychowawcą w internacie Zespołu Szkół Budowlano-Architektonicznych w Gdańsku, w 1992 nauczycielem języka polskiego w Szkole Podstawowej nr 58 im. Kazimierza Sołtysika, w 1993 strażnikiem-konserwatorem parkingu LWSM Morena, w 1997 ochroniarzem w zakładach fosforowych w Wiślince k. Gdańska.
Stanisław Gostkowski w tym samym roku wziął udział w 24-dniowej wymianie pisarzy pomiędzy Gdańskiem i Leningradem – przebywał w Komarowie k. Leningradu. (Wcześniej, w latach 80., był jako poeta w Rumunii, Uzbekistanie oraz Kazachstanie)
W 1991 roku poeta trafił po raz pierwszy na odwyk alkoholowy w Wojewódzkim Szpitalu Psychiatrycznym w Gdańsku. 11 września 1992 zmarł jego ojciec, Jan, syn Floriana i Pauliny z domu Lorbieckiej.
W ostatnich latach życia Gostkowski prowadził dość nieuporządkowany tryb życia, zmagając się z licznymi chorobami, m.in. cukrzycą, która doskwierała mu najbardziej. W latach 90. narastały jego liczne zobowiązania finansowe. Wiele czasu spędzał wraz z kolegami „od kieliszka” na tzw. „betonach” – terenie na Osiedlu Morena w dzielnicy Piecki-Migowo (nieopodal Dworu Uphagena), wykorzystywanym do składowania wielkich płyt służących do budowy pobliskich wieżowców.
Stanisław Gostkowski zmarł z powodu niewydolności krążeniowo-oddechowej spowodowanej być może śpiączką cukrzycową 28 października 2000 r. w wieku 52 lat w Domu Literatury w Warszawie, w pok. nr 23, w czasie Warszawskiej Jesieni Poetyckiej. Lekarz stwierdzający jego zgon nie wnioskował o przeprowadzenie sekcji zwłok.

## Twórczość
Swoje pierwsze poważne kroki w literaturze stawiał pod kierunkiem Tymoteusza Karpowicza, którego twórczość do dzisiaj pozostaje ważną częścią historii rodzimej poezji.
Poezja twórcy związanego z Kościerzyną oraz Gdańskiem, nawiązując do utworów nowofalowych oraz tzw. poezji lingwistycznej, może być obecnie uznawana za prekursorską dla tzw. nowej prywatności. Wciąż czeka na rzetelnego krytyka, który przedstawi i podda ocenie jej całościowy – na tle całej polskiej poezji lat 70. i 80. – obraz.
Debiutował w roku 1967 wierszem Zmęczenie, opublikowanym w lubelskim dwutygodniku „Kamena” (nr 11, s. 3). Następnie w 1968 r. zmieścił, także w „Kamenie”, utwór pt. Wyznanie (nr 17, s. 8). Wówczas udzielał się w studenckim Klubie Wysepka w czasie organizowanych tam turniejów poetyckich.
W 1971 oraz 1972 roku Stanisław Gostkowski opublikował, pod auspicjami Tymoteusza Karpowicza, dwa bloki wierszy („Odra” 1971, nr 1, s. 59-61, następnie „Odra” 1972, nr 3, s. 47-50), które zapewniły mu literacki rozgłos. Były to jednak publikacje nieco spóźnione, poczynione już po śmierci Rafała Wojaczka – niemal rówieśnika Gostkowskiego, w chwili swojego zgonu niekwestionowanego lidera (debiut na łamach „Poezji” już w 1965 r.) wrocławskiej, po krótkim czasie zaś i ogólnopolskiej młodej „mrocznej” poezji.
W 1973 ukazał się arkusz poetycki Gostkowskiego pt. Poświęcenie uczciwości (suplement do „Nowego Wyrazu” nr 8), w kolejnym roku wydał we Wrocławiu arkusz pt. Razem (wyd. Klub Młodzieży Pracującej Piwnica Świdnicka; wstęp autorstwa Bogusława Kierca oraz Marka Garbali).
W roku 1974 ukazał się, nakładem Wydawnictwa Morskiego w Gdańsku, debiutancki tom poezji Gostkowskiego pt. nie chowajcie mnie żyjącego, za który jeszcze wówczas kościerski twórca otrzymał nagrodę Wiatr od Morza (nagroda miesięcznika „Litery” i Klubu Studentów Wybrzeża „Żak”. W tym samym roku został również laureatem Turnieju Jednego Wiersza w czasie Kłodzkiej Wiosny Poetyckiej.
W 1978 wydał tom poezji pt. Wyłącznie twoja osobista sprawa, który ukazał się nakładem Wydawnictwa Morskiego w Gdańsku.
W 1980 otrzymał II wyróżnienie za wiersz pt. cisza w Ogólnopolskim Turnieju Poezji Społecznie Zaangażowanej o Nagrodę Czerwonej Róży (konkurs, organizowany nadal w Gdańsku od 1960 roku, jest jednym z najstarszych w Polsce). W 1983 wydał tom poezji pt. Marsz gladiatorów, który ukazał się nakładem Wydawnictwa Morskiego. W kolejnym roku otrzymał Nagrodę Pierścienia, przyznawaną przez Klub Studentów Wybrzeża Żak za całokształt twórczości poetyckiej.
W 1989 roku nakładem Młodzieżowej Agencji Wydawniczej ukazał się tom poezji Stanisława Gostkowskiego pt. Śmierć ma słodki zapach. Książka została wydana dzięki staraniom oraz zachętom Andrzeja Krzysztofa Waśkiewicza, gdańskiego krytyka, poety, edytora, który był także redaktorem tomu.
W 1993 wydał pamiątkowy tomik pt. Piekło w serii Biblioteka Rękopisów Gdańskiego Towarzystwa Przyjaciół Sztuki (także dzięki A.K. Waśkiewiczowi). W 1995 został laureatem Ogólnopolskiego Turnieju Poezji Społecznie Zaangażowanej o Nagrodę Czerwonej Róży.
14 października 1997 spisał testament, powierzając synom majątek i prawa autorskie do swojej twórczości. W 1998 r. Stanisław Gostkowski uzyskał czasowe orzeczenie o całkowitej niezdolności do pracy. W tym też roku przebywał po raz drugi na odwyku alkoholowym.
W 1998 opublikował także tom poezji pt. Ja jestem piekłem nie inni, który został wydany nakładem Gdańskiego Towarzystwa Przyjaciół Sztuki. (W stopce redakcyjnej czytamy m.in.: Redakcja, redakcja techniczna i korekta: Andrzej K. Waśkiewicz).
W latach 2006–2010 w Domu Kultury „Morena” im. S. Przybyszewskiej w Gdańsku z inicjatywy poety Wojciecha Borosa oraz przy wsparciu krytyka Andrzeja Krzysztofa Waśkiewicza odbywał się, przeprowadzony czterokrotnie, Konkurs Jednego Wiersza im. Stanisława Gostkowskiego. Wznowiono go w 2013 r. (odbyły się dwie edycje: piąta i szósta – 2013 i w 2014 r. w pubie "LOFT"), od tego czasu nie był już organizowany.
W 2008 nakładem Gdańskiego Towarzystwa Przyjaciół Sztuki oraz Fundacji Sztuki „Dom Aktora” ukazał się pośmiertny tom nieznanych wcześniej poezji Stanisława Gostkowskiego pt. Z każdym dniem narasta lęk w opracowaniu Andrzeja Krzysztofa Waśkiewicza.
Pozostawił obfitą korespondencję, najczęściej kierował swoje listy do Marianny Bocian, poetki z Wrocławia, jak również Bogusława Kierca, poety i aktora. W spuściźnie Gostkowskiego zachowały się także wiadomości od Tymoteusza Karpowicza i innych ważnych postaci polskiej literatury.
Poezje oraz liczne recenzje poetyckie autorstwa Stanisława Gostkowskiego (jego działalność jako krytyka była w jego pojmowaniu własnej obecności w literaturze bardzo istotna) ukazywały się w wielu czasopismach wybrzeżowych oraz ogólnopolskich. Wiersze zamieszczano w licznych antologiach, tłumaczono je także na języki rosyjski, czeski, słowacki oraz słoweński – poezje Gostkowskiego jako przedstawiciela polskiej poezji ukazywały się w przekładach w ważnych publikacjach zagranicznych.
23 stycznia 2020 r. ukazała się książka Król "betonów". Poezje wybrane z aneksem korespondencji, zawierająca znane i nieznane wiersze Gostkowskiego, jak również część jego najciekawszej korespondencji. Promocja książki opracowanej przez Piotra Smolińskiego miała miejsce w Nadbałtyckim Centrum Kultury (Ratuszu Staromiejskim) w Gdańsku.
Stanisław Gostkowski publikował wiersze m.in. w:
„Kamenie” (1967-68, 1970); „Głosie Młodzieży” (1969); „Literach” (1969, 1971-72, 1995); „Nadodrzu” (1970, 1981); „Odrze” (1971, 1972, 1976, 1982); „Nowym Wyrazie” (1974, 1978, 1981); „Punkcie” (1978-80); „Zwierciadle” (1978); „Faktach” (1979, 1986, 1989); „Poezji” (1979, 1981-83, 1985, 1988); „Kulturze” (1981); „Miesięczniku Literackim” (1981); „Pomeranii” (1981, 1984); „Tygodniku Kulturalnym” (1981); „Póki my żyjemy” (1982); „Dzienniku Bałtyckim” (1983, 1985-86); „Głosie Wybrzeża” (1983-86, 1988-89); „Tu i Teraz” (1984); „Życiu Literackim” (1984); „Integracjach” (1985, 1995); „Moście” (1985); „Gdańskim Roczniku Kulturalnym” (1986, 1990); „Autografie” i „Autografie Post” (1988-89, 1995-96, 1998, 2000, 2006); „Wiadomościach Kulturalnych” (1995); „Metaforze” (1996); „Tytule” (1997); „Poezji. Dzisiaj” (2000); „Migotaniach, Przejaśnieniach” (2006).
Tomy poetyckie Stanisława Gostkowskiego:
nie chowajcie mnie żyjącego, tom poezji, Gdańsk 1974;
wyłącznie twoja osobista sprawa, tom poezji, Gdańsk 1978;
Marsz gladiatorów, tom poezji, Gdańsk 1983;
Śmierć ma słodki zapach, tom poezji, Warszawa 1989;
Piekło, tom poezji, Gdańsk 1993;
Ja jestem piekłem nie inni, tom poezji, Gdańsk 1998;
Z każdym dniem narasta lęk. Wiersze ostatnie, tom poezji, Gdańsk 2008.